# Дубойз (Індіана)
Дубойз (англ. Dubois) — переписна місцевість (CDP) в США, в окрузі Дюбойс штату Індіана. Населення — 478 осіб (2020).

## Географія
Дубойз розташований за координатами 38°26′47″ пн. ш. 86°47′51″ зх. д. / 38.44639° пн. ш. 86.79750° зх. д. (38.446328, -86.797466).  За даними Бюро перепису населення США в 2010 році переписна місцевість мала площу 4,14 км², з яких 4,07 км² — суходіл та 0,06 км² — водойми.

## Демографія
Згідно з переписом 2010 року, у переписній місцевості мешкало 488 осіб у 195 домогосподарствах у складі 132 родин. Густота населення становила 118 осіб/км².  Було 223 помешкання (54/км²).
Расовий склад населення:
| - 98,2 % — білих - 0,2 % — корінних американців - 0,2 % — чорних або афроамериканців - 1,4 % — осіб інших рас |

До двох чи більше рас належало 0,0 %. Частка іспаномовних становила 2,5 % від усіх жителів.
За віковим діапазоном населення розподілялося таким чином: 28,9 % — особи молодші 18 років, 56,1 % — особи у віці 18—64 років, 15,0 % — особи у віці 65 років та старші. Медіана віку мешканця становила 35,4 року. На 100 осіб жіночої статі у переписній місцевості припадало 103,3 чоловіків;  на 100 жінок у віці від 18 років та старших — 104,1 чоловіків також старших 18 років.
Середній дохід на одне домашнє господарство  становив 44 672 долари США (медіана — 34 458), а середній дохід на одну сім'ю — 59 865 доларів (медіана — 54 821). За межею бідності перебувало 10,3 % осіб, у тому числі 0,0 % дітей у віці до 18 років та 17,1 % осіб у віці 65 років та старших.
Цивільне працевлаштоване населення становило 241 осіб. Основні галузі зайнятості: виробництво — 39,0 %, освіта, охорона здоров'я та соціальна допомога — 18,3 %, роздрібна торгівля — 17,8 %.